# Le Monêtier-les-Bains
Le Monêtier-les-Bains is een gemeente in het Franse departement Hautes-Alpes (regio Provence-Alpes-Côte d'Azur). De plaats maakt deel uit van het arrondissement Briançon. Le Monêtier-les-Bains telde op 1 januari 2022 968 inwoners.

## Geografie
De oppervlakte van Le Monêtier-les-Bains bedroeg op 1 januari 2022 97,87 vierkante kilometer; de bevolkingsdichtheid was toen 9,9 inwoners per km².
De onderstaande kaart toont de ligging van Le Monêtier-les-Bains met de belangrijkste infrastructuur en aangrenzende gemeenten.

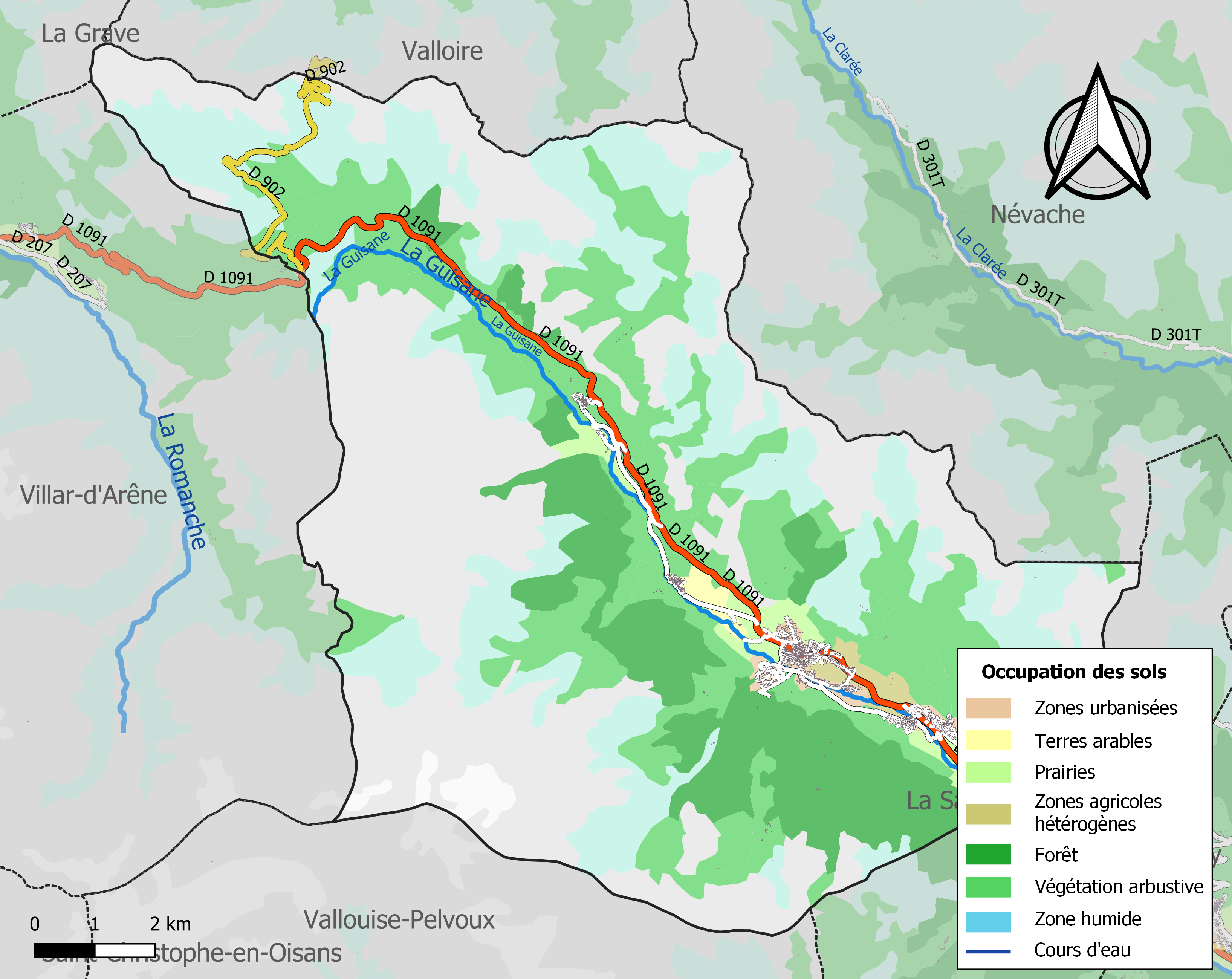

## Demografie
Onderstaande figuur toont het verloop van het inwonertal (bron: INSEE-tellingen).
Vanwege een beveiligingsprobleem met de MediaWiki Graph-software is het momenteel niet mogelijk deze grafiek weer te geven. Zodra de software is bijgewerkt zal de grafiek vanzelf weer zichtbaar worden.